# 2014年12月逝世人物列表
2014年逝世人物列表：1月 - 2月 - 3月 - 4月 - 5月 - 6月 - 7月 - 8月 - 9月 - 10月 - 11月 - 12月
2014年12月逝世人物列表，是用于汇总2014年12月期间逝世人物的列表。

## 依日期排序

### 31日
- 邓鄂，99岁，曾任中国杭州市政协第三届、第四届副主席，病逝。[1]

### 30日
- 宮尾登美子（日語：宮尾 登美子），88歲，日本作家。[2]
- 米爾頓·羅森（英语：Milton Rosen），99歲，美國火箭學家。[3]

### 29日
- 夏利萊（Hari Naroomal Harilela），92歲，香港印度裔商人，夏利里拉集團主席，在香港及全球經營酒店及地產生意。[4]
- 露薏絲·蕾娜（Luise Rainer），104歲，美國電影演員，連續兩年贏得奧斯卡最佳女主角獎的演員。死於肺炎。[5]
- 冯广聚，82歲，中國百年老字号“爆肚冯”的第三代当家。死於肺炎。[6]

### 28日
- 葉倫明，93歲，太平輪沉船幸存者、香港資深馬拉松跑手。[7]

### 27日
- 李福兆，86歲，前香港聯合交易所主席（1986-1988）。[8]
- 龚岳亭，86岁，中国生物化学家，中国科学院院士。[9]
- 本·阿米·本-以色列（希伯來語：בן עמי בן-ישראל），75歲，在美國出生的以色列宗教領袖。[10]
- 法蒂瑪·阿旺（法語：Fatima Aouam），55歲，摩洛哥奧運賽跑選手。[11]
- 阿爾·貝萊托（Al Belletto），86歲，美國爵士樂音樂家。[12]
- 尤里西斯·埃斯特雷亞（西班牙語：Ulises Estrella），75歲，厄瓜多爾詩人。[13]
- 克勞迪·弗蘭克（德語：Claude Frank），89歲，德國出生的美國鋼琴家，死於腦退化症併發症。[14]
- 威廉·P·格貝爾丁（英语：William P. Gerberding），85歲，美國教育家，前華盛頓大學校長。[15]
- 羅恩·亨利（Ron Henry），80歲，英國足球運動員（托特纳姆热刺、英格蘭足球代表隊）。[16]
- 基斯·露性（荷蘭語：Kees Luesink），61歲，荷蘭政治人物，前杜斯伯格（英语：Doesburg）市長。[17]
- 卡雷爾·波馬（荷蘭語：Karel Poma），94歲，比利時政治人物，前國務部長。[18]
- 埃里希·雷特（德語：Erich Retter），89歲，德國足球運動員（斯图加特、西德國家隊）。[19]
- 托馬茲·薩拉蒙，73歲，斯洛文尼亞詩人。[20]

### 26日
- 赵慎之，90岁，中国大陆配音艺术家。[21]
- 薩姆森·阿爾坎塔拉（Samson Alcantara），79歲，菲律賓政治人物和學者。[22]
- 斯塔尼斯拉夫·巴蘭查克（波蘭語：Stanisław Barańczak），68歲，波蘭詩人和學者。[23]
- 路易斯·根登米（西班牙語：Luis Condomi），66歲，阿根廷足球運動員。[24]
- 迪克·戴爾（Dick Dale），88歲，美國薩克斯演奏家和歌手。[25]
- 羅伯托·迪羅馬斯杜（西班牙語：Roberto Delmastro），89歲，智利政治人物，死於肺癌。[26]
- 詹姆斯·B·愛德華茲（James B. Edwards），87歲，美國政治人物，前南卡罗来纳州州長（英语：Governor of South Carolina）、能源部長。[27]
- 保羅·V·加多拉（Paul V. Gadola），85歲，美國法官，前美国密歇根东区联邦地区法院法官。[28]
- 喬·馬奇科（Joe Macko），86歲，美國籃球運動員及經理人。[29]
- 朱塞佩·皮陶（義大利語：Giuseppe Pittau），86歲，意大利羅馬天主教主教，前聖座教育部長（英语：Congregation for Catholic Education）。[30]
- 傑夫·普拉（Geoff Pullar），79歲，英國板球對抗賽運動員。[31]
- 羅茲·威森（Rhodes Reason），84歲，美國演員。[32]
- 萊奧·廷德曼斯（荷蘭語：Leo Tindemans），92歲，比利時政治人物，前首相、外交部長。[33]

### 25日
- 田余慶，90歲，中國現代歷史學家、北京大學歷史系資深教授[34][35]。
- 仲星火，90歲，中国电影演员，曾经荣获百花奖最佳男配角、金鸡奖最佳男配角。[36]
- 陳錫章，80歲，台灣政治人物，前立法委員、前省議員。[37]
- 阿爾伯塔·亞當斯（Alberta Adams），97歲，美國藍調歌手。[38]
- N·L·巴拉克里希南（N. L. Balakrishnan），72歲，印度演員和攝影師。[39]
- 沃倫·布朗（Warren Brown），85歲，百慕達水手和商人。[40]
- 南德·查圖維迪（Nand Chaturvedi），91歲，印度詩人。[41]
- 戴夫·科默（Dave Comer），58歲，新西蘭電影地點偵察員（《魔戒電影三部曲》、《哈比人電影系列》），死於癌症。[42]
- 路易·波提特·德·蒙韋爾（法語：Louis Boutet de Monvel），73歲，法國數學家。[43]
- 席拉費·斐南尼斯（希臘語：Σεραφείμ Φυντανίδης），77歲，希臘記者和報社編輯。[44]
- 凱爾·漢森（挪威語：Kjell Hanssen），82歲，挪威政治人物。[45]
- 喬治·米勒（George Miller），92歲，美國政治人物，前亚利桑那州图森市長。[46]
- 伊戈爾·納代因（烏克蘭語：Ігор Надєїн），66歲，烏克蘭足球運動員和教練。[47]
- 里卡多·波羅（西班牙語：Ricardo Porro），89歲，古巴出生的建築師。[48]
- 大衛·瑞爾（英語：David Ryall），79歲，英國演員，於（《哈利波特》）中，飾演鳳凰會成員艾飛道奇（Elphias Doge）一角。[49][50]
- 格列布·亞庫寧（俄語：Глеб Яку́нин），80歲，俄羅斯教士和蘇聯持不同政見者。[51]

### 24日
- 魏少朋，75歲，臺灣1960至70年代男演員，電視、廣播主持人，死於肺炎。[52][53]
- 中村秀利（日語：中村 秀利），60歲，日本配音演員。[54]
- 颜鸣皋，94岁，中国材料学家，中国航空航天材料创始人之一，中国科学院院士。[55]
- 艾克里斯·烏丁·艾哈邁德（Ekhlas Uddin Ahmed），74歲，孟加拉國兒童文學家。[56]
- 麥克·阿爾斯通（Mack Alston），67歲，美國美式足球運動員（华盛顿红皮）。[57]
- 魯本·阿莫林（西班牙語：Rubén Amorín），87歲，烏拉圭足球運動員和教練（危地馬拉國家隊），死於腦退化症。[58]
- 倫納德·比爾曼（Leonard Beerman），93歲，美國猶太教改革派拉比。[59]
- 喬萬尼·貝爾薩尼（義大利語：Giovanni Bersani），100歲，意大利政治人物。[60]
- 巴迪·德佛朗哥（Buddy DeFranco），91歲，美國爵士樂單簧管演奏家。[61]
- 愛德華·格林斯潘（Edward Greenspan），70歲，加拿大律師，死於心臟衰竭。[62]
- 羅伯特·霍爾（Robert Hall），87歲，美國籃球運動員（哈林籃球隊）。[63]
- 赫伯特·哈里斯（Herbert Harris），88歲，美國政治人物，前美国众议院維吉尼亞州第八國會選區代表議員。[64]
- 歐文·H·約翰遜（Owen H. Johnson），85歲，美國政治人物，前纽约州参议院議員。[65]
- 伊夫傑尼·科羅利科夫（俄語：Евгений Корольков），84歲，俄羅斯體操運動員，1952年奧運冠軍。[66]
- 克日什托夫·克勞西（波蘭語：Krzysztof Krauze），61歲，波蘭電影導演，死於前列腺癌。[67]
- 巴里·威廉姆斯（Barry Williams），70歲，美國縱慾殺手。[68]

### 23日
- Sharky，本名Wong Kie Yong，24岁，马来西亚职业电竞选手，人称“鱼人哥”，睡梦中去世。（死亡发现日期）[69]
- 葉芳栢，64歲，中華民國臺灣東海大學前任代理校長，死於急性主動脈剝離。[70]
- 康拉德·强森（英语：Conrad Johnson (supercentenarian)）（Conrad Johnson），110岁，瑞典裔美国人，美国最长寿男子，死於中风。[71]
- K·巴拉闡德（K. Balachander），84歲，印度導演和製片人，死於尿路感染併發症。[72]
- 喬喬·本森（Jo Jo Benson），76歲，美國歌手。[73]
- 賈克·香奈兒（法語：Jacques Chancel），86歲，法國記者和作家。[74]
- 約翰尼·卡洛曼（Johnnie Colemon），94歲，美國神學家。[75]
- 雷蒙德·M·德金（Raymond M. Durkin），78歲，美國政治人物，死於心臟衰竭及肺氣腫併發症。[76]
- 邁克·埃利奧特（Mike Elliott），68歲，英國喜劇演員（《一球成名》、《跳出我天地》），死於癌症。[77]
- 吉爾福德·格雷澤（Guilford Glazer），93歲，美國房地產開發商和慈善家。[78]
- 阿爾方斯·J·傑克遜（Alphonse J. Jackson），87歲，美國教育家和民權活動家，前路易斯安那州众议院議員。[79]
- 羅伯特·麥凱布（Robert McCabe），86歲，美國教育家。[80]
- 潘勒米·布拉哈（捷克語：Přemek Podlaha），76歲，捷克電視名人。[81]
- 約翰·J·鮑爾斯（John J. Powers），96歲，美國食品科學家。[82]
- 克雷格·希弗（Craig Schiffer），58歲，美國金融家（雷曼兄弟），死於雪崩意外。[83]
- 耶日·塞姆科夫（波蘭語：Jerzy Semkow），86歲，波蘭指揮家。[84]

### 22日
- 喬·科克爾（Joe Cocker），70歲，英國著名搖滾樂及爵士樂歌手，死於肺癌[85]。
- 笠木透（日語：笠木 透），77歲，日本民间音乐歌手，死於直腸癌。[86]
- 約翰·羅伯特·貝斯特（英语：John Robert Beyster），90歲，美國物理學家，科學應用國際（英语：Science Applications International Corporation）創辦人。[87]
- 威廉·J·菲什曼（William J. Fishman），93歲，英國學者。[88]
- 韋拉·葛巴（丹麥語：Vera Gebuhr），98歲，丹麥女演員。[89]
- 阿卜杜·阿齊茲·穆罕默德·赫加齊（阿拉伯語：عبد العزيز محمد حجازي），91歲，埃及政治人物，前埃及總理。[90]
- 傑里米·勞埃德（Jeremy Lloyd），84歲，英國編劇（《法国小馆儿》），死於肺炎。[91]
- 摩西·歐圖魯仁（Moses Otolorin），67歲，尼日利亞足球運動員（流星），死於癌症。[92]
- 瑪達維·薩爾德賽（Madhavi Sardesai），52歲，印度學者和作家。[93]
- 約瑟夫·薩金特（Joseph Sargent），89歲，美國電影導演。[94]
- 弗里茨·祖内克（德語：Fritz Sdunek），67歲，德國專業拳擊教練（维塔利·克利奇科）。[95]
- 布蘭登·斯托達德（Brandon Stoddard），77歲，美國電視高管（美國廣播公司），死於膀胱癌。[96]
- 伯納德·斯通（Bernard Stone），87歲，美國政治人物，前芝加哥市議會（英语：Chicago City Council）議員。[97]
- G·文卡特·斯瓦米（G. Venkat Swamy），85歲，印度政治人物。[98]

### 21日
- 梁昌武，96岁，中华人民共和国政治人物，原林业部副部长。[99]
- 中尾英俊（日語：中尾 英俊），90歲，日本法學家，西南學院大學名譽教授。[100]
- 夏目俊二（日語：夏目 俊二），88歲，日本演員，死於胰腺癌。[101]
- 莫爾塔扎·阿赫馬迪（波斯語：مرتضی حاج سید احمدی），90歲，伊朗演員。[102]
- 簡·邦（Jane Bown），89歲，英國攝影師（《觀察家報》）。[103]
- 沃爾特·德巴克（荷蘭語：Walter De Buck），80歲，比利時歌手和雕塑家，死於食道癌。[104]
- 奧拉西奧·費雷爾（西班牙語：Horacio Ferrer），81歲，烏拉圭詩人、廣播員，死於心臟衰竭。[105]
- 奧克·約翰松（瑞典語：Åke Johansson），86歲，瑞典足球運動員（IFK諾爾雪平、瑞典國家隊）。[106]
- 烏多·尤爾根斯（德語：Udo Jürgens），80歲，奧地利作曲家和歌手，1966年歐洲歌唱大賽冠軍。[107]
- 湯姆·尼波蒂（Tom Nieporte），86歲，美國高爾夫球手。[108]
- 西多爾·西杜莫朗，91歲，印尼詩人和作家。[109]
- 安娜·史多尔（Anna Stoehr），114歲，美國超級人瑞。[110]
- 弗蘭克·特魯伊特（Frank Truitt），89歲，美國籃球教練。[111]
- 保羅·瓦爾特（Paul Walther），87歲，美國籃球運動員。[112]
- 比莉·蕙羅（Billie Whitelaw），82歲，英國女演員（《凶兆》、《終棘警探》）。[113]
- 艾倫·威廉斯（英语：Alan Williams (Swansea West MP)）（Alan Williams），84歲，英國政治人物，前英国下议院西斯旺西及下院之父（英语：Father of the House）。[114]

### 20日
- 刘文健，32岁，美籍华裔纽约市警官，与搭档被暴徒枪杀身亡。
- 水谷修（日語：水谷 修），82歲，日本語言學者，前名古屋外國語大學校長。[115]
- 岩崎俊一（日語：岩崎 俊一），67歲，日本文案作家。[116]
- 盧齊歐·古斯塔沃·阿比（義大利語：Lucio Gustavo Abis），88歲，意大利政治人物。[117]
- 马克索多·阿兰（Maqsudul Alam），60歲，孟加拉科學家。[118]
- 塞里基·奧杜（Seriki Audu），23歲，尼日利亞足球運動員（洛比之星），死於交通意外。[119]
- 拉里·奧爾巴赫（Larry Auerbach），91歲，美國電視編導，死於膠質母細胞瘤併發症。[120]
- 約翰·弗里曼（John Freeman），99歲，英國政治人物、記者、播音員和外交官，前英国下议院沃特福德議員。[121]
- 雷諾夫·格蘭維爾（英语：Ranulph Glanville），68歲，英國建築師與控制論專家。[122]
- 鮑伯·蘭尼爾（Bob Lanier），89歲，美國商人和政治人物，前休斯敦市長。[123]
- 威廉·洛厄爾·普特南三世（William Lowell Putnam III），90歲，美國廣播高管，洛厄爾天文台名譽受託人。[124]
- 阿爾貝托·巴爾迪里（西班牙語：Alberto Valdiri），55歲，哥倫比亞演員。[125]

### 19日
- 萬鴻貴，52岁，台灣本土劇演員，經常於《戲說台灣》演出。[126]（死亡發現日期）
- 菲利普·布拉德伯恩（Philip Bradbourn），63歲，英國政治人物，歐洲議會議員。[127]
- 阿瑟·加德納（Arthur Gardner），104歲，美國電影和電視製片人及演員（《西線無戰事》）。[128]
- R·W·“巴齊”·格雷厄姆（R. W. "Buzzy" Graham），77歲，美國商人和政治人物，前路易斯安那州众议院議員。[129]
- 帕特·霍爾頓（Pat Holton），78歲，蘇格蘭足球運動員（马瑟韦尔、咸美顿学院）。[130]
- 伊戈爾·拉德茲奧諾夫（俄语：Родионов, Игорь Николаевич），78歲，俄羅斯將軍和政治人物，前俄罗斯联邦国防部部長。[131]
- 德拉爾·特德（Deral Teteak），85歲，美國美式足球運動員（绿湾包装工）。[132]
- 迪克·桑頓（Dick Thornton），75歲，在美國出生的加拿大美式足球運動員，死於肺癌。[133]
- 香月日輪，51歲，日本小說家、漫畫原作者，病逝。[134]
- 陳繼紅，42歲，中國人民解放軍海軍南海艦隊指揮員。參加艦隊軍事技能考評時突發心臟疾病殉職。[135]

### 18日
- 陈明华，71岁，中国西北政法学院（西北政法大学前身）前院长，坠楼身亡。[136]
- 稻野和子（日語：稲野 和子），77歲，日本女演員，死於子宮頸癌。[137]
- 青木真一（日語：青木 眞一），63歲，日本音樂家，死於肺炎。[138]
- 大川清幸（日語：大川 清幸），89歲，日本政治人物，前日本參議院議員，死於心臟衰竭。[139]
- 唐納德·J·阿爾博斯塔（Donald J. Albosta），89歲，美國政治人物，前美国众议院密歇根州第十國會選區（英语：Michigan's 10th congressional district）代表議員。[140]
- 約翰·彼代爾（John Beedell），81歲，紐西蘭出生的加拿大奧運獨木舟運動員。[141]
- 吉迪恩·本-以色列（希伯來語：גדעון בן-ישראל），92歲，以色列政治人物，以色列國會以色列地工人党議員。[142]
- 比爾·J·杜克斯（Bill J. Dukes），87歲，美國政治人物，前亚拉巴马州众议院議員，死於柏金遜症。[143]
- 克勞德·弗里卡爾（法語：Claude Frikart），92歲，法國羅馬天主教主教，前天主教巴黎总教区輔理主教。[144]
- 約翰·弗萊（John Fry），69歲，美國唱片製作人，熱心唱片（英语：Ardent Records）的創辦人[145]
- 拉里·亨利（Larry Henley），77歲，美國歌手及作曲家。[146]
- 英格瓦·謝爾松（瑞典語：Ingvar Kjellson），91歲，瑞典演員，死於肺炎。[147]
- 維娜·莉絲（義大利語：Virna Lisi），78歲，意大利女演員（《瑪歌皇后》），死於癌症。[148]
- 卡爾頓·瑪比（Carleton Mabee），99歲，美國普利策獎獲獎作家。[149]
- 曼迪·賴斯-戴維斯（Mandy Rice-Davies），70歲，英國模特兒，普羅富莫事件人物，死於癌症。[150]
- 哈羅德·M·舒韋斯（Harold M. Schulweis），89歲，美國猶太教教士和社會活動家。[151]
- 羅伯特·辛普森（Robert Simpson），102歲，美國氣象學家，萨菲尔-辛普森飓风等级合作開發者。[152]
- 拉里·史密斯（Larry Smith），63歲，美國唱片製作人。[153]
- 曾昭科，91歲，香港警察前助理警司。廣東省人大常委會前副主任。病逝。[154][155]
- 安特·扎内蒂奇，78歲，克羅地亞足球運動員。[156]

### 17日
- 阙端麟，87岁，中國大陸半导体材料专家。浙江大学教授。中国科学院院士（学部委员）。因病在浙江省杭州市逝世。[157]
- 明空，64歲，台灣新北市深坑萬福寺住持，火災中身亡。[158]
- 陳國雄，51岁，资深摄影师，意外坠海身亡。[159]
- 瑞安·博爾登（Ryan Bolden），23歲，美國棒球運動員，中槍身亡。[160]
- 史蒂芬·優素福·多維希（Stephen Youssef Doueihi），87歲，黎巴嫩出生的美國天主教馬龍尼禮教會主教，前馬龍尼禮天主教布魯克林聖馬龍教區主教。[161]
- 弗里茨·魯道夫·弗里斯（德語：Fritz Rudolf Fries），79歲，德國作家。[162]
- 迪特·格勞（德語：Dieter Grau），101歲，德國出生的美國火箭專家。[163]
- 理查德·C·霍特利特（Richard C. Hottelet），97歲，美國廣播記者。[164]
- 史蒂芬·J·柯普（Stephen J. Kopp），63歲，美國教育家，前馬歇爾大學校長。[165]
- 奧萊·里施哈（烏克蘭語：Олег Лишега），65歲，烏克蘭詩人，劇作家和翻譯家。[166]
- 丹尼爾·咸丹圖·馬帕斯（Daniel Sintentu Mpasi），80歲，納米比亞部落首領。[167]
- 渣路·奧夫斯塔（挪威語：Jarle Ofstad），87歲，挪威醫生。[168]
- 伊萬·維基奇，76歲，克羅地亞政治人物。[169]

### 16日
- 卡特丽纳·道森（Katrina Dawson），38岁，澳洲悉尼大律师，2014年悉尼人质事件遇难者。[170]
- 托利·约翰逊（Tori Johnson），34岁，澳洲悉尼马丁广场瑞士莲咖啡馆经理，2014年悉尼人质事件遇难者。[170]
- 曼·哈龍·莫尼斯（英语：Man Haron Monis），原名穆罕默德·哈桑·曼特西，49岁，伊朗裔难民，自封“神职人员”，2014年悉尼人质事件劫持者，被击毙。[170]
- 菲利普·阿丘利塔（Phillip Archuleta），65歲，美國政治人物，前新墨西哥州众议院議員，死於肺炎。[171]
- 鮑里斯·別利亞夫斯基（俄语：Белявский, Борис Васильевич），90歲，俄羅斯蘇維埃時代的軍官、蘇聯英雄。[172]
- 马丁·布拉西尔（英語：Martin Brasier），67歲，英國古生物學家和天體生物學家，死於交通意外。[173]
- 蒂姆·科克倫（英语：Tim Cochran），59歲，美國數學家。[174]
- 阿杜馬·亞細亞·伊姆，78歲，菲律賓雕塑家。[175]
- 溫迪·雷內（Wendy Rene），67歲，美國靈魂樂歌手，死於中風併發症。[176]
- 洛·斯庫利（Rock Scully），73歲，美國樂隊經理人，死於肺癌。[177]
- 蘇爾坦·辛格（Sultan Singh），91歲，印度政治人物，前特里普拉邦邦長官。[178]
- 厄尼·特雷爾（Ernie Terrell），75歲，美國重量級拳擊手。[179]

### 15日
- 山中末治（日語：山中 末治），89歲，日本政治人物，前日本眾議院議員。[180]
- 田村健治（日語：田村 健治），84歲，日本商人，前久米櫻酒造會長。[181]
- 卻克里，40歲，印度電影作曲家。[182]
- 布斯·科爾曼（Booth Colman），91歲，美國演員。[183]
- 穆斯塔法·馬洛夫，79歲，馬來西亞演員。[184]
- 尼可拉耶·馬尼亞（羅馬尼亞語：Nicolae Manea），60歲，羅馬尼亞足球運動員和經理人，死於肝癌。[185]
- 賈尼斯·馬丁（Janis Martin），75歲，美國歌劇歌手。[186]
- 唐納德·梅特卡夫（Donald Metcalf），85歲，澳洲醫學研究員，死於胰腺癌。[187]
- 雷·斯特德曼-艾倫（Ray Steadman-Allen），92歲，英國作曲家和救世軍軍官。[188]
- 福斯圖·薩帕塔（西班牙語：Fausto Zapata），73歲，墨西哥記者、政治人物及外交官，前聖路易斯波托西州州長，癌症。[189]

### 14日
- 賽·伯傑（Sy Berger），91歲，美國棒球促進者。[190]
- P·J·薩爾馬（P. J. Sarma），70歲，印度演員和配音藝人。[191]
- 弗雷德·瑟斯頓（Fred Thurston），80歲，美國美式足球運動員（绿湾包装工）。[192]
- 村方千之（日語：村方 千之），89歲，日本指揮家，死於心臟衰竭。[193]
- 松尾尊兌（日語：松尾 尊兌），85歲，日本近現代史學家，死於淋巴瘤。[194]
- 瀨川昌也（日語：瀬川 昌也），78歲，日本醫學家。[195]
- 喬·凱爾（Joe Carr），63歲，美國藍草音樂音樂人。[196]
- 西奧·科爾伯恩（Theo Colborn），87歲，美國環保主義者及學者。[197]
- 艾琳·達利（Irene Dalis），89歲，美國歌劇歌手和樂團經理。[198]
- 米莉·柯卡姆（Millie Kirkham），91歲，美國歌手。[199]
- 路易·阿爾方斯·科亞吉亞洛（法語：Louis Alphonse Koyagialo），67歲，刚果民主共和国政治人物，前代總理。[200]
- 安東尼·愛德華·帕發（Anthony Edward Pevec），89歲，美國羅馬天主教主教。[201]
- 約翰尼·崔德威（Johnny Treadwell），73歲，美國美式足球運動員。[202]

### 13日
- 恩斯特·阿爾布雷希特（德語：Ernst Albrecht），84歲，德國政治人物，前下薩克森州州长（英语：Prime Minister of Lower Saxony）。[203]
- 瓊·巴里爾（西班牙語：Joan Barril），62歲，西班牙作家和記者，死於肺炎。[204]
- 比爾·邦茲（Bill Bonds），82歲，美國電視新聞主播。[205]
- 安德烈亞斯·朔肯霍夫（德語：Andreas Schockenhoff），84歲，德國政治人物，前德国联邦议院議員。[206]
- 瑪莎·西加利（Martha Sigall），97歲，美國漫畫家。[207]
- 菲爾·斯特恩（Phil Stern），95歲，美國攝影師。[208]
- 水玉螢之丞（日語：水玉 螢之丞），55歲，本名吉田圭（日語：吉田 けい），日本女性動漫插畫家，有知名作品《魔王勇者》，肺癌。[209]
- 伊娜·鮑爾（德語：Ina Bauer），73歲，德國花式滑冰運動員。[210]
- 威廉·E·梅（William E. May），86歲，美國神學家。[211]
- 海野大徹（日語：海野 大徹），85歲，日本淨土真宗學者和作家。[212]

### 12日
- 約翰·巴克斯特（John Baxter），78歲，蘇格蘭足球運動員（希伯尼安）。[213]
- 約翰·漢普頓（John Hampton），61歲，美國音樂工程師和製作人，死於癌症併發症。[214]

### 11日
- 鄭兒玉，92歲，台灣長老教會牧師，《台灣翠青》歌詞作者，病逝。[215]
- 王海燕，77岁，中国肾脏病学家，原中华医学会副会长，原北京大学第一医院副院长、北京大学肾脏病研究所所长，教授。[216]
- 沈崇，又名沈峻[217]，87岁，画家丁聪之妻，外公为文学家林琴南，曾祖父为沈葆桢，1946年沈崇案的受害者。死於肺癌。[218]
- 貝尼尼奧·德·格蘭迪（義大利語：Benigno De Grandi），90歲，意大利足球運動員（巴勒莫、AC米兰）。[219]
- 約翰·D·德里格斯（John D. Driggs），87歲，美國政治人物，前亞利桑那州鳳凰城市長，胰腺炎。[220]
- 邁克·杜塞爾（Michel duCille），58歲，美國攝影記者（《華盛頓郵報》）。[221]
- 塞爾吉奧·菲奧倫蒂尼（義大利語：Sergio Fiorentini），80歲，意大利演員和配音演員。[222]
- 島野功緒（日語：島野 功緒），92歲，日本廣播評論家，死於急性心臟衰竭。[223]
- 湯姆·亞當斯（Tom Adams），76歲，英國演員（《異世奇人》），死於癌症。[224]
- 蒂姆·布萊克（Tim Black），77歲，英國計劃生育先行者。[225]
- 菲利普·耐斯，騎士男爵（Philip Knights, Baron Knights），94歲，英國警務人員及貴族。[226]
- 喬治·拉格朗日（法語：Georges Lagrange），85歲，法國羅馬天主教主教，前天主教加普教區主教。[227]
- 頓·西爾斯（Dawn Sears），53歲，美國鄉村音樂家，死於肺癌。[228]
- 漢斯·華納（德語：Hans Wallat）, 85歲，德國指揮家和音樂總監。[229]

### 10日
- 鄭正煜，68歲，台灣本土化運動人物，前台灣南社前身社長，死於多重癌症。[230]
- 趙舜，58歲，台灣資深演員，急性腦梗塞。[231]
- 邹碧华，47歲，上海市高级人民法院副院長，死於突發心臟病[232][233]
- 林励吾，85岁，中国物理化学家，中国科学院院士。[234]
- 拉爾夫·佐丹奴（德語：Ralph Giordano），91歲，德國作家和公關，死於髖部骨折的併發症。[235]
- 朱迪·巴爾·托平卡（英語：Judy Baar Topinka），70歲，美國政治人物，前伊利諾伊州財務官（英语：Illinois Treasurer）與審計長（英语：Illinois Comptroller），死於中風併發症。[236]
- 邱园园，26歲，鄭州電視台女主持人，死於癌症。[237]
- 齐亚德·阿布·艾因（阿拉伯語：زياد أبو عين），55岁，巴勒斯坦政府定居点事务部长，遭以色列军队殴打后心脏病突发而死。[238]
- 勞爾·拉米雷茲·戈麥斯（西班牙語：Raúl Gómez Ramírez），50歲，墨西哥政治人物，前墨西哥眾議院瓜納華托州代表議員，死於交通意外。[239]
- 羅伯特·B·奧克利（英語：Robert B. Oakley），83歲，美國外交官，前駐扎伊爾、索馬里及巴基斯坦大使，死於柏金遜症。[240]
- 杰拉德·菲亞嫩（荷蘭語：Gerard Vianen），70歲，荷蘭單車賽車手，死於白血病。[241]
- 遠山一行（日語：遠山 一行），92歲，日本樂評人及商人，死於中風。[242]

### 9日
- 资华筠，78岁，中国舞蹈家，资中筠之妹，死於白血病。[243][244]
- 西爾維烏·約内斯庫（羅馬尼亞語：Silviu Ionescu），54岁，前罗马尼亚驻新加坡公使，在新加坡开车撞死一人逃回国后判刑六年，病死于监狱。[245]
- 堀內護（日語：堀内 護），65歲，日本歌手，死於胃癌。[246]
- 戴夫·貝爾曼（Dave Behrman），73歲，美國美式足球運動員（布法罗比尔、丹佛野马），死於胰腺癌。[247]
- 艾恩·布泰萊（羅馬尼亞語：Ion Butmalai），50歲，摩爾多瓦政治人物，前摩尔多瓦共和国议会議員，以槍自殺身亡。[248]
- 簡·弗賴利克（Jane Freilicher），90歲，美國表徵畫家。[249]
- 豪爾赫·瑪麗亞·梅希亞（西班牙語：Jorge María Mejía），91歲，阿根廷羅馬天主教主教、紅衣主教，梵蒂岡宗座圖書館管理員。[250]
- 瑪麗·安·莫布里（Mary Ann Mobley），77歲，美國女演員和電視名人，1959年度美利坚小姐，死於乳癌。[251]
- 莉迪亞·莫德高維契（俄語：Лидия Мордкович），70歲，俄羅斯小提琴家。[252]
- 布拉戈耶·保諾維奇，67歲，塞爾維亞足球運動員和經理人。[253]
- 卡爾·奧托·珀赫爾（德語：Karl Otto Pöhl），85歲，德國經濟學家，前德意志聯邦銀行總裁。[254]
- 萊拉·薩班斯妮（Lila Sapinsley），92歲，美國政治人物，前羅德島參議院（英语：Rhode Island Senate）議員。[255]
- 百麗·斯圖爾特（Belle Stewart），77歲，蘇格蘭歌手，說書人和作家。[256]
- 克利福德·賴特（Clifford Wright），87歲，加拿大政治人物，前萨斯卡通市長，死於肺癌。[257]
- 薩克文·伯克維奇（Sacvan Bercovitch），81歲，加拿大文學和文化評論家。[258]
- 何塞·托博維哲，88歲，斯洛文尼亞語言學家。[259]

### 8日
- 何西来，76岁，中国文艺理论家、文学批评家，中国社科院研究员。[260]
- 克特林·凱盧（羅馬尼亞語：Cătălin Chelu），48歲，羅馬尼亞商人。[261]
- 索普·吉安贊當尼，94歲，巴基斯坦作家和社會科學家。[262]
- 尼真羅尼·克里希納穆爾蒂（Nedunuri Krishnamurthy），87歲，印度卡納提克歌手，死於肺癌。[263]
- 努特·尼斯泰特（挪威語：Knut Nystedt），99歲，挪威樂團和合唱作曲家。[264]
- 布賴恩·沙利文（Brian Sullivan），48歲，美國律師和政治人物，前華盛頓州眾議院（英语：Washington House of Representatives）議員，中槍身亡。[265]
- 湯姆·戈斯內爾（Tom Gosnell），63歲，加拿大政治人物，前倫敦市長，死於癌症。[266]
- 何塞·費加利（波蘭語：José Feghali），53歲，巴西鋼琴家，自殺身亡。[267]

### 7日
- 阿卜杜拉·巴哈（阿拉伯語：عبد الله باها），60歲，摩洛哥政治人物，前國務大臣，被火車撞死。[268]
- 查理·法華斯（Charlie Flowers），77歲，美國美式足球運動員（圣地牙哥电光）。[269]
- 根本二郎（日語：根本 二郎），86歲，日本商人，前日本郵船顧問、日本經濟團體聯合會會長。[270]
- 杉原美津子（日語：杉原 美津子），70歲，日本作家及編輯。[271]
- 布萊恩·羅伊·戈布爾（Brian Roy Goble），57歲，加拿大音樂人。[272]
- 馬克·劉易斯（Mark Lewis），60歲，美國說書人、演員和教師。[273]
- 諾曼·梅爾（Norman Mair），86歲，蘇格蘭橄欖球聯盟的球員和記者。[274]
- 朱塞佩·芒果（義大利語：Giuseppe Mango），60歲，意大利創作歌手。[275]
- 圭阿那當·辛格（Grahanandan Singh），88歲，印度奧運曲棍球運動員。[276]
- 哈利勒·烏拉·汗，80歲，孟加拉國影視演員。[277]
- 尼古拉·瓦森寧（俄語：Николай Максимович），俄羅斯裔法國的二戰老兵，法國榮譽軍團勳章受章者。[278]
- 肯·韋瑟瓦克斯（Ken Weatherwax），59歲，美國演員。[279]
- 耶日·威廉（波蘭語：Jerzy Wilim），73歲，波蘭足球運動員。[280]
- 小倉襄二（日語：小倉襄二），88歲，日本社會政策學者、同志社大學名譽教授。[281]

### 6日
- 拉夫·亨利·貝爾（Ralph H. Baer），92歲，出生於德國出生的美國發明家，發明世界上第一台家庭用的電視遊樂器的原型「Brown Box」，被認為是「電玩之父」。[282]
- 齋藤孝雄（日語：斎藤 孝雄），85歲，日本電影攝像師及導演，死於白血病。[283]
- 米克·巴里（Mick Barry），95歲，愛爾蘭公路保齡球運動員。[284]
- 羅伯特·T·本尼特（Robert T. Bennett），75歲，美國政治人物。[285]
- 吉米·德爾雷（Jimmy Del Ray），52歲，美國職業摔跤手。[286]
- 梅尼斯·庫曼達里亞斯（希臘語：Μένης Κουμανταρέας），83歲，希臘作家。[287]（屍體發現日期）
- 拿弗他利·劉-拉維（Naphtali Lau-Lavie），88歲，以色列作家和外交官。[288]
- 雷納托·曼博爾（義大利語：Renato Mambor），78歲，意大利畫家。[289]
- 胡安·安東尼奧·梅洛斯（西班牙語：Juan Antonio Merlos），73歲，薩爾瓦多足球運動員（薩爾瓦多國家隊）及經理人。[290]
- 尼克·尼古（Nick Nicolau），81歲，美國足球教練。[291]
- 阿德南·固沙·埃爾·蘇克居瑪（阿拉伯語：عدنان شكري جمعة），39歲，沙特阿拉伯出生的基地组织外部運營主管，遭槍殺。[292]
- 盧克·薩默斯（Luke Somers），33歲，英國出生的美國攝影記者和基地组织阿拉伯半岛分支人質，遭槍殺。[293]
- 艾瑪·婁·塞尼（Emma Lou Thayne），90歲，美國摩門教詩人。[294]
- 瓦爾加·伊斯特凡（匈牙利語：Varga István），71歲，匈牙利奧運手球運動員。[295]
- 斯特拉·揚（Stella Young），32歲，澳洲喜劇演員和殘疾人士代言人。[296]

### 5日
- 曼努埃爾·狄西嘉（義大利語：Manuel De Sica），65歲，意大利作曲家。[297]
- 法比奧拉王后（Queen Fabiola of Belgium），86歲，西班牙出生的比利時王室成員，比利時國王博杜安妻子。[298]
- 拉爾夫·亞當·范（Ralph Adam Fine），73歲，美國法官，前威斯康星州上訴法院（英语：Wisconsin Court of Appeals）成員。[299]
- 傑克·希利-雷伊（Jackie Healy-Rae），83歲，愛爾蘭政治人物，前爱尔兰下议院議員。[300]
- 路易斯·埃雷拉·德拉豐特（西班牙語：Luis Herrera de la Fuente），98歲，墨西哥指揮家和作曲家。[301]
- 阿瑟·萊比錫（英语：Arthur Leipzig），96歲，美國攝影師。[302]
- 吉爾·馬克斯（Gil Marks），62歲，美國美食作家和歷史學家，死於肺癌。[303]
- 根納季·坡洛卡（俄语：Полока, Геннадий Иванович），84歲，俄羅斯蘇聯時期的電影導演。[304]
- 席維歐·薩瓦拉（西班牙語：Silvio Zavala），105歲，墨西哥歷史學家和外交官、駐法國大使。[305]
- 歐內斯特·C·布雷斯（Ernest C. Brace），83歲，美國飛行員，越南戰爭中被俘虜時間最長的平民。[306]
- 馬爾科·托洛尼亞，第六代奇維泰拉-切西王子（西班牙語：Marco Torlonia, VI Príncipe de Civitella-Cesi），77歲，西班牙貴族。[307]
- 川北紘一（日語：川北 紘一），72歲，日本電影特技導演。[308]

### 4日
- 張冰玉，88歲，台灣女演員，曾榮獲第7屆金馬獎最佳女配角、第49屆金鐘獎特別貢獻獎。[309]
- 梁國基，49歲，香港消防處消防總隊目，在石硤尾邨美映樓爆炸事件中殉職。[310]
- 布賴恩·伯韋爾（Bryan Burwell），59歲，美國體育記者，死於癌症。[311]
- 赫洛爾·愛莉昆斯（挪威語：Hroar Elvenes），82歲，挪威速滑運動員。[312]
- 克勞迪婭·愛默生（Claudia Emerson），57歲，美國詩人，死於結腸癌併發症。[313]
- 塔拉特·賽爾·哈蒙（土耳其語：Talât Sait Halman），83歲，土耳其詩人和學者，前土耳其共和国文化旅游部部長。[314]
- V·R·克里希納·艾耶（英语：V. R. Krishna Iyer），100歲，印度法官。[315]
- 林恩·高斯基（Lynne Kosky），56歲，澳洲政治人物，死於乳癌。[316]
- 文森特·L·麥庫西克（英语：Vincent L. McKusick），95歲，美國律師、前緬因州首席大法官（英语：Maine Supreme Judicial Court）。[317]
- 鮑伯·蒙哥馬利（Bob Montgomery），77歲，美國作曲家，死於柏金遜症。[318]
- 傑里米·索普（Jeremy Thorpe），85歲，英國政治人物，前英國自由黨黨主席。[319]
- 何超英，67歲，澳門賭王何鴻燊與元配黎婉華長女，死於器官衰竭。[320]
- 李荒，98岁，辽宁省委原常务书记。[321]
- 蒲池猛夫（日語：蒲池 猛夫），78歲，日本射擊運動員，1984年奥运射擊男子25米快射手槍比賽金牌得主，中風。[322]
- 付漪泉，109岁，北京市最年长的志愿者，在睡梦中离世。[323]

### 3日
- 陆埮，83歲，中國天體物理學家，中国科学院院士，病逝[324]。
- 赫爾曼·巴迪洛（西班牙語：Herman Badillo），85歲，波多黎各出生的美國政治人物，前美国众议院第二十二及第二十一國會選區（英语：New York's 21st congressional district）代表議員。[325]
- 雅克·巴羅（法語：Jacques Barrot），77歲，法國政治人物，前歐盟司法、自由和安全委員會成員。[326]
- 納撒尼爾·布蘭登（Nathaniel Branden），84歲，加拿大出生的美國心理學家。[327]
- L·斯蒂芬·科爾斯（L. Stephen Coles），73歲，美國科學家，老人学研究组织之聯合創始人和執行董事，死於胰腺癌。[328]
- 施夫·詹森（荷蘭語：Sjef Janssen），95歲，荷蘭單車賽車手。[329]
- 維森特·蘭耶多（西班牙語：Vicente Leñero），81歲，墨西哥作家和記者，死於肺氣腫。[330]
- 安·馬庫斯（Ann Marcus），93歲，美國電視編劇（《我們的日子》）。[331]
- 伊恩·麥克拉根（Ian McLagan），69歲，英國鍵盤手，死於中風。[332]
- 阿爾弗雷多·歐內斯特·諾瓦克（Alfredo Ernest Novak），84歲，美國出生的巴西天主教主教，前天主教巴拉那瓜教区主教。[333]
- 盧克·烏塞爾（法語：Luc Oursel），55歲，法國商人，前阿海琺行政總裁。[334]
- 朱利奧·奎斯蒂（義大利語：Giulio Questi），90歲，意大利導演和編劇。[335]
- 沃爾特·里諾（西班牙語：Walter Reyno），79歲，烏拉圭演員，死於呼吸衰竭。[336]
- 吉姆·斯溫克（Jim Swink），78歲，美國美式足球運動員（達拉斯德州佬），死於淋巴瘤。[337]
- 沙治奧·阿曼多·巴利斯（西班牙語：Sergio Armando Valls），73歲，墨西哥法官。[338]

### 2日
- 李妍智（韓語：이연지），26歲，韓國女歌手，韓國組合TAKE成員李承鉉的親妹妹，车祸伤重不治。[339]
- 巴比·凱斯（Bobby Keys），70歲，美國薩克斯風音樂家。[340]
- 蘇賜木，62歲，2014年中華民國鄉鎮市區長選舉彰化縣線西鄉長勝選人，病逝。[341]
- 岩田宏（日語：岩田宏），82歲，日本詩人、作家。[342]
- A·R·安提阿里（A. R. Antulay），85歲，印度政治人物，前馬哈拉施特拉邦邦長官。[343]
- 讓·貝爾萊夫（法語：Jean Béliveau），83歲，加拿大冰球運動員（蒙特利尔加拿大人），冰球名人堂成員。[344]
- 喬西·斯可奇（Josie Cichockyj），50歲，英國輪椅籃球運動員。[345]
- 彼得·菲爾諾（Peter Furneaux），79歲，英格蘭足球俱樂部董事長和投資者（格林斯比镇）。[346]
- 唐·羅斯（Don Laws），85歲，美國花樣滑冰運動員和教練，死於心臟衰竭。[347]
- A·J·麥克納馬拉（A. J. McNamara），78歲，美國立法委員和聯邦法官。[348]
- 傑夫·杜魯門（Jeff Truman），57歲，澳洲編劇和演員（《家有芳鄰》、《超人再起》、《聚散離合》）。[349]
- 戴文·維爾馬（Deven Verma），77歲，印度電影演員。[350]
- 丹尼斯·沃拉克爾（Dennis Walaker），73歲，美國政治人物，前北达科他州法戈市長，死於腎癌。[351]

### 1日
- 西塔·穆爾特（西班牙語：Sita Murt），68歲，西班牙時裝設計師和商人，死於癌症。[352]
- 洛基·胡迪（Rocky Wood），55歲，新西蘭出生的澳大利亞作家，死於肌萎縮側索硬化症。[353]
- 曾水照，80歲，台灣企業家、知名食品廠葡萄王創辦人。[354]
- 馬里奧·阿布拉莫維奇（西班牙語：Mario Abramovich），88歲，阿根廷小提琴家和作曲家。[355]
- 亞歷克塞·拉里奧諾夫（俄語：Алексей Алексеевич），92歲，俄羅斯蘇維埃時代軍官、蘇聯英雄。[356]
- 阿索·皮特洛維奇，55歲，塞爾維亞籃球教練。[357]
- 羅伯托·薩加斯圖梅·平托（西班牙語：Roberto Sagastume Pinto），70歲，危地馬拉政治人物，前埃斯基普拉斯市長及奇基穆拉省省長，死於交通意外。[358]
- 迪米特里奧斯·齊可皮洛斯（希臘語：Δημήτρης Τριχόπουλος），76歲，希臘出生的美國流行病學家和腫瘤學家。[359]
- 黄静波，95岁，曾任中共青海省委书记、青海省省长。[360]